# 庭瀬健太郎
庭瀬 健太郎（にわせ けんたろう、1932年（昭和7年）5月6日 - 2016年（平成28年）1月27日）は、日本の政治家。愛知県常滑市長（2期）、常滑市議会議員（1期）。

## 来歴
庭瀬健児・ゆりの長男としてブラジルにて出生。母のゆりは哲学者の谷川徹三の妹。すなわち谷川俊太郎は庭瀬健太郎のいとこに当たる。
1952年（昭和27年）3月、愛知県立常滑高等学校卒業。常滑町役場に勤務。常滑高校事務職員を経て、1959年（昭和34年）3月、常滑市議会議員選挙に日本共産党公認で立候補し初当選した。在職中、その功労により全国市議会議長会表彰などを受けた。5選後の1978年（昭和53年）に辞職。
日本共産党を離党し、「幸せをすすめる市民の会」の支援を受けて1979年（昭和54年）4月の常滑市長選挙に立候補し初当選した。1983年（昭和58年）に再選。しかし保守系議員を中心とする議会との対立が激しくなり、1987年（昭和62年）の市長選は元助役の中村克巳に1万票以上の差をつけられ落選した。
1991年（平成3年）4月21日に行われた市議選に中部国際空港建設反対を訴えて立候補し、トップ当選を果たす。
同年11月3日、業務上横領と収賄の容疑で逮捕された中村克巳が辞職。辞職に伴って行われる市長選への出馬の準備を進めるが、11月23日、記者会見し出馬断念したことを明らかにした。
1995年（平成7年）、通算7期目の当選。
1999年（平成11年）4月11日に行われた愛知県議会議員選挙に無所属で立候補するも落選。この選挙では、元市議の沢田丸四郎が自民党現職の杉江秀一と庭瀬を破り初当選した（沢田10,317票、杉江9,603票、庭瀬6,004票）。終盤に沢田を攻撃する怪文書が市内全域で配られたが、これが逆効果に働き、結果的に沢田への共感につながったと言われている。
2003年（平成15年）4月、市議選に立候補し、通算8期目の当選。
2016年（平成28年）1月27日、死去。83歳没。